# Víctor González Torres
Víctor Manuel González Torres (Ciudad de México, 1 de junio de 1947), conocido como Víctor González Dr. Simi, es un contador público y empresario farmacéutico mexicano. Es conocido por haber sido el fundador de Farmacias Similares, una cadena de farmacias especializada en la venta de medicamentos genéricos a bajo costo.
Su proyecto boticario logró establecerse en tres países, su natal México, Chile (con el nombre Farmacias del Dr. Simi) y Colombia (en este último con el nombre Droguerías del Dr. Simi). Además, fundó «Grupo Por Un País Mejor», un grupo de empresas e instituciones sociales al cual pertenece la cadena, así como otras empresas y organizaciones suyas como Laboratorios Best, Fundación Best, Sistemas de Salud del Dr. Simi y Fundación del Dr. Simi, entre otras.[cita requerida]
Incursionó brevemente en la política como candidato a la presidencia de México durante las elecciones federales de 2006.[cita requerida]

## Biografía y carrera

### Primeros años
Víctor González Torres proviene de una familia con historial empresarial y político: uno de sus hermanos, Javier González Torres es dueño de Farmacias Fénix, Farmacias de Genéricos y laboratorios IGFA. Su otro hermano, Jorge González Torres, fue el fundador y primer presidente del Partido Verde Ecologista de México y su candidato a presidente de México en las elecciones de 1994; otro de sus hermanos, Enrique González Torres, es sacerdote jesuita y ha sido rector de la Universidad Iberoamericana.El hermano mayor se llama Roberto González Torres y vive en Texas. Tiene tres hermanas: Margarita, Virginia y María.

### Negocios

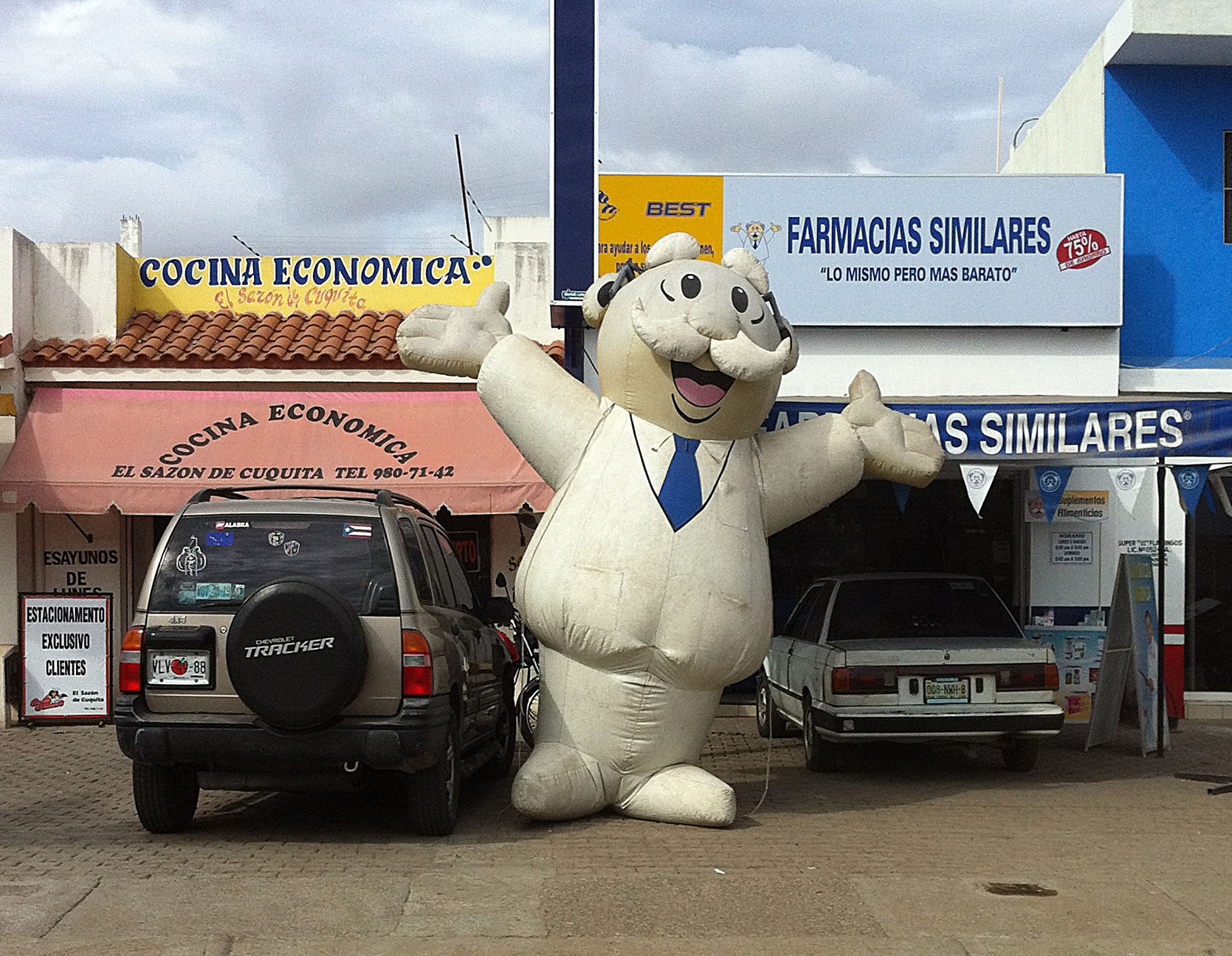
Una sucursal de Farmacias Similares en Mazatlán, Sinaloa, fotografiada en 2012.

Víctor González Torres comenzó a ganar notoriedad como dueño de la cadena de Farmacias Similares que se dedica a la venta de medicamentos similares, y se comercializan con un costo menor al de los medicamentos de patente; para poder ofrecerlos de venta al público, señalan contar con un estudio de biodisponibilidad que los acredita como genéricos intercambiables.
Los críticos señalan que los medicamentos vendidos por la empresa de Víctor González Torres no pueden ser considerados como equivalentes a los de marcas reconocidas, pues la ley mexicana obliga a una serie de pruebas para otorgar esa categoría (genéricos intercambiables). González Torres responde que la gente no compraría los productos si no dieran resultado. Por tal motivo, su eslogan: «Lo Mismo, Pero Más Barato» le ha hecho acreedor a críticas e incluso a demandas legales por parte de empresas farmacéuticas, pero a la fecha ninguna de estas demandas ha fructificado.[cita requerida]
Víctor González Torres dice haber asumido una posición de defensa de los menos favorecidos, a quienes manifiesta querer ayudar con sus productos más baratos. Esto lo hizo mediante una importante campaña publicitaria que lo llevó a asumir la personalidad del personaje que representaba a las farmacias, el Doctor Simi. En el 2022, se hizo llamar institucionalmente, en circular administrativa, con el nombre de Víctor González Dr. Simi, aludiendo a su personaje y eliminando su apellido materno, sin evidencia de que este haya sido un trámite en su registro de nacimiento o legal.[cita requerida]
En los últimos años, Farmacias Similares y «Grupo Por Un País Mejor» han experimentado un proceso de transición en su liderazgo. Víctor González Herrera, hijo de Víctor González Torres, asumió el cargo de CEO de Farmacias Similares y preside «Grupo Por Un País Mejor», continuando con la visión de ambas organizaciones.

### Candidatura a la presidencia de México
Desde mediados de 2005, González Torres manifestó públicamente su interés de ser candidato a la presidencia, creando para tal motivo un movimiento, en el que manifestaba que todos los partidos políticos tradicionales eran corruptos y sólo él, como ciudadano independiente y comprometido con los menos favorecidos, era capaz que combatirla, además mostraba para justificarlo encuestas en las que tenía una aceptación e intención de voto de niveles cercanos al 80% —ninguna de estas encuestas fue realizada por una casa encuestadora registrada ante el Instituto Federal Electoral—.
Inicialmente, pretendió ser registrado como candidato independiente, es decir, sin el apoyo de ningún partido. La Ley Electoral de México no contemplaba en aquel entonces este tipo de candidaturas, y Víctor González, junto con el exsecretario de relaciones exteriores durante el gobierno de Vicente Fox, Jorge Castañeda, que pretendía el mismo tipo de registro, apelaron ante la Suprema Corte de Justicia de la Nación, institución que finalmente les negó el registro. 
Entonces pretendió ser candidato por el Partido Alternativa Socialdemócrata y Campesina, apoyado por el sector campesino de ese partido; sin embargo, el sector socialdemócrata ya había elegido estatutariamente como candidata a la presidencia a Patricia Mercado, a la que el sector campesino desconoció como tal. González Torres presentó su registro ante el Instituto Federal Electoral, al tiempo que inició una embestida mediática en televisión y desplegados en prensa escrita contra la candidata Mercado, el presidente de Alternativa Alberto Begné Guerra y algunos periodistas como Joaquín López-Dóriga. El IFE rechazó su eventual candidatura, reconociendo sólo a Patricia Mercado, situación que fue confirmada por el Tribunal Electoral del Poder Judicial de la Federación. 
Ante esta situación González Torres continuó su campaña declarándose como Candidato Ciudadano Independiente No Registrado llamando a sus seguidores a votar por él en el espacio en blanco de las boletas electorales y exigiendo al IFE que contabilizase esos votos. Se entrevistó durante las campañas electorales con Roberto Madrazo y Felipe Calderón Hinojosa, candidatos del Partido Revolucionario Institucional y del Partido Acción Nacional, respectivamente. En propaganda en televisión y prensa escrita, se comparaba con Andrés Manuel López Obrador —candidato de la Coalición Por el Bien de Todos—, tildando a este último de radical y populista, asimismo financió, en violación de la ley electoral[cita requerida], spots televisivos y notas pagadas en revistas y periódicos propaganda de desprestigio contra López Obrador, calumniándolo gravemente[cita requerida], situación que inconformó a la coalición, que consideró que se trataba de propaganda negativa ilegal[cita requerida] —de acuerdo a las leyes electorales, la propaganda política corresponde únicamente a los partidos políticos—.
Demandó que se le incluyera en el debate televisivo donde participarían los cinco candidatos a la presidencia. El día del debate, acudió al Polyforum Cultural Siqueiros —lugar contiguo a la sede del evento—, donde presenció por pantallas las ideas políticas de los candidatos y expuso las propias cuando tocaba el turno a Patricia Mercado. 
El Instituto Federal Electoral no reconoció la validez de votos hechos a favor de González Torres, al considerar que el mismo no cumplía con los requisitos de elegibilidad establecidos en la Constitución: ser postulado por un partido político con registro legal.

### Tras las elecciones
González Torres reconoció en sus anuncios de televisión a Felipe Calderón Hinojosa como presidente electo, y difundió anuncios en los que criticaba duramente a Andrés Manuel López Obrador. En la publicidad de sus farmacias se anunciaba que «Víctor González Torres sí ayuda a los pobres y no anda hablando», mientras hacía uso de la figura de López Obrador. 
Tras las elecciones, Víctor González Torres criticó en televisión al presidente del IFE, Luis Carlos Ugalde, y lo llamó «delincuente electoral», por negarse a reconocer sus votos.
También inició una campaña en medios impresos contra Marta Sahagún, la esposa de Vicente Fox, e hizo un llamado al presidente Felipe Calderón para que investigue a la fundación Vamos México.

## Controversias

### 'Ley Simi'
En octubre de 2010, el Partido Verde Ecologista de México propuso una reforma —conocida como 'Ley Simi'— a la Ley del Seguro Social, la cual dicta que, al no haber medicamentos en las farmacias del Instituto Mexicano del Seguro Social, al paciente se le dará un vale que podrá canjear en farmacias comerciales por medicamentos. La medida fue criticada por la oposición, pues se argumentó que la ley se hizo ex profeso para privatizar parcialmente al IMSS y beneficiar a las empresas farmacéuticas de los González Torres. Sin embargo, esta prestación ya existía en la ley del seguro social, solo que se les niega a la mayor parte de los trabajadores incluidos los empleados IMSS, pero se cumple cabalmente sólo para los empleados de CFE, dando preferencia de pago a farmacias diferentes a las del Dr. Simi y haciendo válida la prestación en Farmacias Guadalajara siendo una manera de afectar a Farmacias Similares a través del poder estatal dando beneficios a otras empresas.